# 현대자동차의 차종 목록
현대자동차 차종 목록에서는 현대자동차가 현재 판매 중인 차량, 엔진과 과거에 판매했던 차량 그리고 컨셉트카를 목록으로 정리했다.

## 한국외 수출명

### 승용차
| - 상트로 (아토스,1997 ~ ) - 아토스 <ATOS> (아토스 <ATOZ>, 1997 ~ 2002) - 엑센트 (베르나, 1999 ~ 2010) - 포니 (엑센트, 1994 ~ 1999) - 엑셀 (프레스토, 1986 ~ 1989 / 엑센트, 1994 ~ 1999) - 란트라 (유럽, 호주) (엘란트라, 1991 ~ 1995) - 란트라 (유럽, 호주) (아반떼, 1995 ~ 2000) - 소니카 (이탈리아) (쏘나타, 1988 ~ 2009) | - XG (그랜저 XG, 1998 ~ 2006) - 센티니얼 (에쿠스, 1999 ~ 2016) - 아제라 (그랜저 (TG, HG), 2005 ~ 2016) - 겟츠 (클릭, 2002 ~ 2011) - 쿠페 (티뷰론, 1996 ~ 2001 / 투스카니, 2001 ~ 2008) - 티뷰론 (투스카니, 2001 ~ 2008) - i10 (해외 판매용 경차) - i20 (해외 판매용 소형차) - HB20 (해외 판매용 소형차) - i25 (엑센트 (RB), 2010 ~ 2019) - i35 (이스라엘) (아반떼 (MD), 2011 ~ 2016) - i45 (호주) (쏘나타 (YF), 2010 ~ 2014) - 엘란트라 투어링 (미국, 캐나다) (i30cw (FD), 2008 ~ 2012) - 엘란트라 GT (미국, 캐나다)(i30 (GD), 2012 ~ ) - 로헨스 (중국) (제네시스 (BH), 2008 ~ 2016) - 로헨스 쿠페 (중국) (제네시스 쿠페, 2009 ~ 2016) - 쏠라리스 (러시아) (엑센트, 2010 ~ 2019) - 베르나 (중국, 인도) (엑센트, 2010 ~ 2019) |

### SUV/RV/상용차
| - 엘란트라 라비타 (호주) (라비타, 2001 ~ 2007) - 매트릭스 (유럽, 동남아시아) (라비타, 2001 ~ 2010) - 하이웨이 밴 (네덜란드) (트라제 XG, 1999 ~ 2008) - 트라제 GL8 (인도네시아) (트라제 XG, 1999 ~ 2008) - 크레타 (인도) (ix25, 2015 ~ ) - JM (일본) (투싼, 2005 ~ 2009) - ix35 (투싼 ix, 2009 ~ 2015) - 투싼 ix35 (콜롬비아) (투싼 ix, 2009 ~ 2015) - 싼타페 클래식 (러시아) (싼타페, 2001 ~ 2006) - 싼타페 (미국) (맥스크루즈, 2012 ~ 2019) - 싼타페 스포츠 (미국, 캐나다) (싼타페, 2012 ~ ) - ix55 (유럽) (베라크루즈, 2008 ~ 2013) | H-1 스타렉스 / 새틀라이트 (스타렉스*리베로, 1997 ~ 2007) - H100 <미니버스*미니트럭> (그레이스*포터, 1993 ~ ) - iMAX (그랜드 스타렉스, 2007 ~ ) - H350 (쏠라티, 2014 ~ ) - HD65/72/78 (마이티) - H-65 (마이티II) - HD120 (메가트럭) - HD160 / 270 / 370 / 390 / 450 / 500 / 540 / 700 / 1000 (슈퍼트럭, 뉴파워트럭) |

## 엔진
현대자동차는 다음과 같은 형식의 엔진을 제작 및 탑재했다. 단 미쓰비시 포드에서 제공된 엔진은 제외했다.
- 직렬 3기통
  - U - 1.1 L-디젤
  - 카파 - 1.0 L-
- 직렬 4기통
  - A - 2.5 L-디젤
  - D - 1.5/2.0/2.2 L-디젤
  - U - 1.5/1.6/1.7 L-디젤
  - R - 2.0/2.2 L-디젤
  - T - 2.5/2.6 L-디젤
  - G - 6.0 L-디젤
  - 입실론 - 0.8/1.0/1.1 L
  - 카파 - 1.0/1.2/1.25/1.4/1.6 L
  - 알파 - 1.3/1.5/1.6 L
  - 감마 - 1.4/1.6 L
  - 베타 - 1.6/1.8/2.0 L
  - 누우 - 1.8/2.0 L
  - 쎄타
 - 1.8/2.0/2.4 L
- 직렬 6기통 (I6)
  - G - 6 L-디젤
  - H - 10 L-디젤
  - Q-DD - 11 L-디젤
  - 파위텍 - 12 L-디젤
- V6 엔진
  - S - 3.0 L-디젤
  - 델타 - 2.0/2.5/2.7 L
  - 뮤 - 2.7 L
  - 시그마 - 3.0/3.5 L
  - 람다 - 3.0/3.3/3.5/3.8 L
- V8 엔진
  - D8 - 16/18 L-디젤
  - 오메가 - 4.5 L
  - 타우 - 4.6/5.0/5.5 L

## 같이 보기
- 기아의 차종 목록
- 현대자동차
- 제네시스 (자동차)